# Joan Chen
Joan Chen (chineză simplificată: 陈冲; chineză tradițională: 陳冲; pinyin: Chén Chōng; n. 26 aprilie 1961) este o actriță, un regizor de film, un scenarist și un producător de film american de origine chineză. Ea este renumită pentru rolul ei în filmul The Last Emperor sau în serialul Twin Peaks.

## Filmografie
| An   | Titlu                              | Rol                                                                    | Note                                                      |
| ---- | ---------------------------------- | ---------------------------------------------------------------------- | --------------------------------------------------------- |
| 1977 | Youth 青春                         | Shen Yamei / 沈亞妹                                                    |                                                           |
| 1979 | Little Flower 小花                 | Zhao Xiaohua / 赵小花                                                  |                                                           |
| 1979 | Hearts for the Motherland 海外赤子 | Huang Sihua / 黃思華                                                   | aka Overseas Compatriots, A Loyal Overseas Chinese Family |
| 1981 | Awakening 甦醒                     | Su Xiaomei / 蘇小梅                                                    |                                                           |
| 1986 | Goodbye My Love 惡男               | Ling Ti                                                                |                                                           |
| 1986 | Tai-Pan                            | May–May                                                                |                                                           |
| 1987 | The Last Emperor                   | Wan Jung / 婉容                                                        |                                                           |
| 1989 | The Blood of Heroes                | Kidda                                                                  |                                                           |
| 1991 | Wedlock                            | Noelle                                                                 |                                                           |
| 1992 | Turtle Beach                       | Minou                                                                  |                                                           |
| 1992 | Twin Peaks: Fire Walk with Me      | Jocelyn 'Josie' Packard                                                |                                                           |
| 1993 | Heaven & Earth                     | Mama                                                                   |                                                           |
| 1993 | Temptation of a Monk 誘僧          | Princess Hong'e (Scarlet) / 公主紅萼 Lady Qingshou (Violet) / 青绶夫人 |                                                           |
| 1994 | Golden Gate                        | Marilyn                                                                |                                                           |
| 1994 | Red Rose White Rose 紅玫瑰，白玫瑰 | Wang Jiao-Rui / 王嬌蕊                                                 |                                                           |
| 1994 | On Deadly Ground                   | Masu                                                                   |                                                           |
| 1995 | The Hunted                         | Kirina                                                                 |                                                           |
| 1995 | Wild Side                          | Virginia Chow                                                          |                                                           |
| 1995 | Judge Dredd                        | Ilsa Hayden                                                            |                                                           |
| 1996 | Precious Find                      | Camilla Jones                                                          |                                                           |
| 1999 | Purple Storm 紫雨風暴              | Shirley Kwan                                                           |                                                           |
| 2000 | What's Cooking?                    | Trinh Nguyen                                                           |                                                           |
| 2004 | Avatar                             | Madame Ong                                                             |                                                           |
| 2004 | Jasmine Women 茉莉花开             | Mo's Mother / 茉的母亲 Mo / 茉                                         |                                                           |
| 2004 | Saving Face                        | Hwei-Lan Gao                                                           |                                                           |
| 2005 | Sunflower 向日葵                   | Xiuqing / 秀清                                                         |                                                           |
| 2006 | Americanese                        | Betty Nguyen                                                           |                                                           |
| 2007 | The Home Song Stories 意           | Rose Hong / 洪玫瑰                                                     |                                                           |
| 2007 | The Sun Also Rises 太阳照常升起    | Dr. Lin / 林大夫                                                       |                                                           |
| 2007 | All God's Children Can Dance       | Evelyn                                                                 |                                                           |
| 2007 | Lust, Caution 色，戒               | Mrs. Yee / 易太太                                                      |                                                           |
| 2008 | The Leap Years                     | Li-Ann (age 49)                                                        |                                                           |
| 2008 | Shi Qi 十七                        | Mother / 母亲                                                          |                                                           |
| 2008 | 24 City 二十四城记                 | Gu Minhua / 顾敏华                                                     |                                                           |
| 2009 | Mao's Last Dancer                  | Niang / 娘                                                             |                                                           |
| 2010 | Love in Disguise 恋爱通告          | Joan                                                                   |                                                           |
| 2010 | Color Me Love 爱出色               | Zoe                                                                    |                                                           |
| 2011 | 1911 辛亥革命                      | Empress Longyu / 隆裕                                                  |                                                           |
| 2011 | Kiss, His First 初吻               |                                                                        |                                                           |
| 2012 | White Frog                         | Irene Young                                                            |                                                           |
| 2012 | Passion Island 熱愛島              | Johanna / 祖安娜                                                       |                                                           |
| 2012 | Let It Be 稍安勿躁                 | Niu Jie / 牛姐                                                         |                                                           |
| 2012 | Double Xposure 二次曝光            | Dr. Hao / 郝医生                                                       |                                                           |
| 2014 | For Love or Money 露水红颜         |                                                                        |                                                           |
| 2014 | Dynasty Woman                      | Consort Wu                                                             |                                                           |
| 2015 | Relative Insanity                  | Pearl                                                                  | pre-producție                                             |
| 2016 | Unconventional Mind 放浪记         |                                                                        | pre-producție                                             |